# South Algonquin
South Algonquin es un municipio canadiense situado en la provincia de Ontario.

## Superficie
South Algonquin tiene una superficie de 867,73 km².

## Demografía
En 2021, tenía 1055 habitantes, una densidad poblacional de 1,2 hab./km², y 894 viviendas.